# Далтабан Мустафа-паша
Далтабан Мустафа-паша (тур. Daltaban Mustafa Paşa; ? — 27 января 1703) — османский государственный и военный деятель, великий визирь Османской империи (4 сентября 1702 — 24 января 1703).

## Биография
Он родился в Битоле (современная Северная Македония). Утверждается, что он был сербом по происхождению. Когда Кара Ибрагим-паша был назначен великим визирем в 1684 году, Далтабан Мустафа-паша стал членом османского дивана (совета). Затем он был назначен джебеджи (хранителем оружия и боеприпасов), а в 1691 году стал агой янычар.
Позднее он получил должность визиря и командира гвардии Бабадага. В 1695 году Далтабан Мустафа-паша был назначен губернатором эялета Анатолия, а в 1696 году стал наместником эялета Диярбакыр. В 1697 году он успешно отразил атаки австрийцев на эялет Боснию. В 1698 году Далтабан Мустафа-паша получил должность наместника провинции Ракка, а в 1699 году был переведен на должность губернатора Багдадского эялета. Он отбил города Басра и Курна у повстанцев и нанес им поражение. Из Багдада он был вновь переведен на Анатолийское губернаторство.
4 сентября 1702 года Далтабан Мустафа-паша был назначен великим визире Османской империи по совету шейх-уль-ислама Фейзуллы-эфенди, учителя султана Мустафы II.
Далтабан Мустафа-паша был ограничен в своих действиях шейх-уль-исламом Фейзуллой-эфенди. Сам султан Мустафа II отказывался обсуждать и утверждать политические вопросы с новым великим визирем и своим диваном, не получив на это предварительного одобрения со стороны шейх-уль-ислама. Далтабан Мустафа-паша вынужден был руководить диваном под контролем шейх-уль-ислама. Из-за своего грубого и сурового характера он был не любим государственными чиновниками.
Рейс-уль-куттаб Рами Мехмед-паша, претендовавший на должность великого визиря, интриговал против Далтабана Мустафы-паши. Появились слухи, что великий визирь, желая быть независимым от шейх-уль-ислама Фейзуллы-эфенди, пытается заручиться поддержкой янычар и крымских татар. 24 января 1703 года великий визирь Далтабан Мустафа-паша был отстранен от занимаемой должности, а через три дня убит по приказу султана.